# سنديان كستنائي الأوراق
السنديان كستنائي الأوراق أو السنديان كستني الورق نوع نباتي شجري من جنس السنديان من الفصيلة البلوطية.

## الموئل والانتشار
ينتشر هذا النوع في شمال إيران والقوقاز (أذربيجان وأرمينيا وجورجيا).

## الوصف النباتي
الشجرة نفضية ضحمة يصل ارتفاعها إلى 53 مترًا ويصل قطر جذعها إلى 3.5 م.